# Dreiband-Europameisterschaft 1954

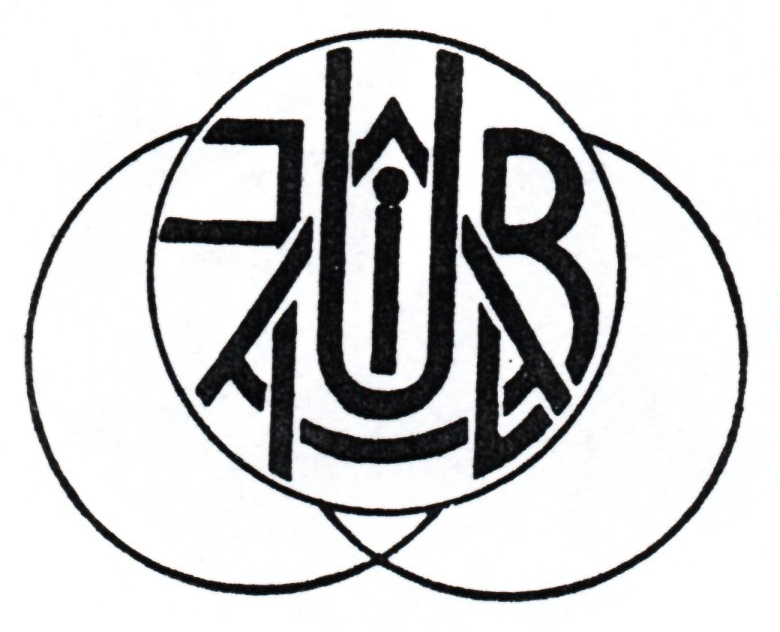
Logo UIFAB (ausrichtender Verband)

Veranstaltungsort: Mannheim

Die Dreiband-Europameisterschaft 1954 war das elfte Turnier in dieser Disziplin des Karambolage und fand vom 1. bis zum 4. Juli 1954 in Mannheim statt.

## Geschichte
Zum ersten Mal fand die Europameisterschaft in Deutschland statt. Die Teilnehmerzahl stieg erstmals seit 1949 wieder auf neun Spieler. Seinen vierten Sieg in Folge verbuchte René Vingerhoedt. Er gewann wieder alle seine Spiele und stellte erneut im Generaldurchschnitt und besten Einzeldurchschnitt (BED) neue EM-Rekorde auf. Einzig die Höchstserie blieb ihm verwehrt, sie ging an den Franzosen Albert Powell mit elf Karambolagen in Folge.
Der dritte deutsche Vizemeister hieß diesmal Walter Lütgehetmann und kam aus Frankfurt. Der Vorjahres-Vizemeister, August Tiedtke aus Düsseldorf, belegte im Endklassement den fünften Platz. Sein Vorsprung auf den sechstplatzierten Powell betrug, bei Matchgleichstand, winzige 0,00004.
Zwei weitere Rekorde des Vorjahres wurden übertroffen:
1. Insgesamt sechs Spieler konnten einen BED über 1,000 spielen.
2. Der Turnierdurchschnitt überschritt zum ersten Mal die Grenze von 0,800.

## Modus
Gespielt wurde „Jeder gegen Jeden“ bis 50 Punkte mit Nachstoß/Aufnahmegleichheit.

## Abschlusstabelle

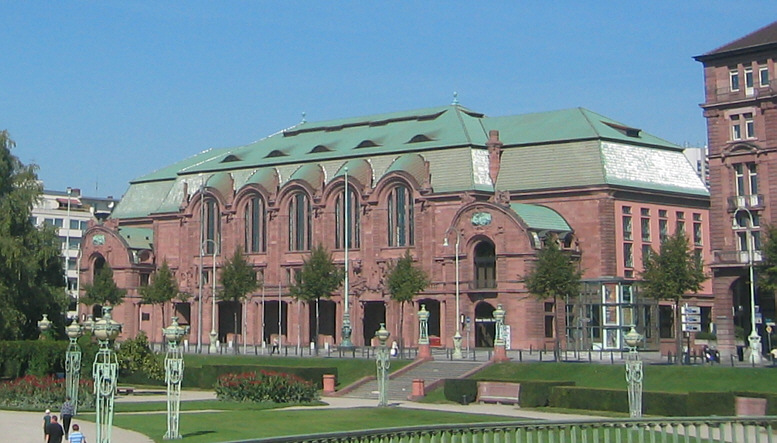
Rosengarten Mannheim

| MP    | Match Points (Sieger = 2; Unentschieden = 1; Verlierer = 0) |
| Pkte. | Erzielte Karambolagen                                       |
| Aufn. | Benötigte Versuche                                          |
| GD    | Generaldurchschnitt                                         |
| BED   | Bester Einzeldurchschnitt eines Spielers                    |
| HS    | Höchstserie                                                 |
|       | Bester GD des Turniers                                      |
|       | Bester ED des Turniers                                      |
|       | Beste HS des Turniers                                       |
|       | 1. Platz (Gold)                                             |
|       | 2. Platz (Silber)                                           |
|       | 3. Platz (Bronze)                                           |

| Platz                      | Name                | MP   | Pkte. | Aufn. | GD      | BED   | HS |
| -------------------------- | ------------------- | ---- | ----- | ----- | ------- | ----- | -- |
| 1                          | René Vingerhoedt    | 16:0 | 400   | 336   | 1,190   | 1,515 | 8  |
| 2                          | Walter Lütgehetmann | 12:4 | 362   | 419   | 0,863   | 1,388 | 9  |
| 3                          | Pierre Fauconnier   | 10:6 | 351   | 400   | 0,877   | 1,388 | 7  |
| 4                          | António Ventura     | 10:6 | 363   | 449   | 0,808   | 1,250 | 8  |
| 5                          | August Tiedtke      | 8:8  | 351   | 428   | 0,82009 | 0,892 | 9  |
| 6                          | Albert Powell       | 8:8  | 319   | 389   | 0,82005 | 1,315 | 11 |
| 7                          | Bernard Siguret     | 4:12 | 343   | 472   | 0,726   | 0,877 | 10 |
| 8                          | Ernst Reicher       | 2:14 | 295   | 446   | 0,661   | 1,190 | 7  |
| 9                          | João Pereira        | 2:14 | 288   | 455   | 0,632   | 0,781 | 7  |
| Turnierdurchschnitt: 0,809 |                     |      |       |       |         |       |    |